# パチスロ鉄拳伝タフ
パチスロ鉄拳伝タフ（パチスロてっけんでんタフ）は、2007年2月、オーイズミとオリンピアが共同開発、オーイズミNEOブランドとしてオーイズミが発売したパチスロ機。5号機。

## 概要
- 週刊ヤングジャンプに連載されていた漫画『高校鉄拳伝タフ』（猿渡哲也）とのタイアップ機。
- メインボーナスはビッグボーナス（赤7、または白7の3つ揃い。456枚を超える払い出しで終了、約300枚）とレギュラーボーナス（赤7または白7の第三リールの色違い揃い。146枚を超える払い出しで終了、約100枚）の2種類。リプレイタイム（RT）はビッグボーナス終了後は100G（「鍛錬の刻」）、レギュラーボーナス終了後は12G（「武訓伝」）。RTゲーム数は上乗せの概念があり、「再、プラム、再」（特殊リプレイ）にて「武訓伝」中は「鍛錬の刻」昇格、赤7ビッグ終了後の「鍛錬の刻」中は特殊リプレイにて最大99GのRTが上乗せされる（その他のRT中は上乗せされない）。
- RT中のボーナス成立時は揃えずにRTを完走させることで小役によるメダル増加が期待できる。
- 集英社より当機を扱った『高校鉄拳伝タフ パチスロスペシャル』が刊行された（週刊ヤングジャンプ初のパチスロを扱った増刊号である）。

## スペック
- ボーナス確率（メーカー発表値）

| 設定 | BIG確率 | REG確率 | 合成確率 |
| ---- | ------- | ------- | -------- |
| 1    | 1/496   | 1/753   | 1/299    |
| 2    | 1/489   | 1/736   | 1/294    |
| 3    | 1/475   | 1/728   | 1/287    |
| 4    | 1/462   | 1/697   | 1/278    |
| 5    | 1/443   | 1/669   | 1/266    |
| 6    | 1/420   | 1/649   | 1/255    |

## 演出
- 背景は「宮沢家ステージ」、「街家ステージ」、「公園ステージ」、「神社ステージ」。「神社ステージ」突入はチャンスとなる。
- 「死合い演出」継続演出になっており、熹一がライバルに勝てばボーナス。
- 「鬼平特訓演出」
- 「カードバトル演出」
- 「さくらルーレット」原作にないオリジナルキャラクター「さくら」が登場、「3」または「7」停止でボーナス確定。